# Claudius Tei'ifi
Claudius Tei'ifi est un homme politique salomonais.

## Biographie
Il se présente comme candidat du Parti unifié à l'élection législative partielle du 23 septembre 2022 dans la circonscription de Kwaio-ouest due à la mort du député Titus Fika. Il ravit le siège à la majorité parlementaire du gouvernement de Manasseh Sogavare et entre au Parlement national comme député d'opposition,. Il utilise sa réserve parlementaire pour financer les frais d'inscription de jeunes de sa circonscription à l'université nationale des Îles Salomon et à l'université du Pacifique Sud, et pour financer des projets de développement dans sa circonscription.